# Roland Kohler und seine Neue Böhmische Blasmusik
Roland Kohler und seine Neue Böhmische Blasmusik ist ein deutsches Blasorchester.

## Geschichte
Die Formation wurde 1980 von Roland Kohler als Neue Böhmische Blasmusik gegründet. Schon nach kurzer Zeit wurde die Kapelle zu einem der erfolgreichsten Blasorchester. Ein Grund für diesen Erfolg sind unter anderem die Eigenkompositionen von Kohler.

## Diskographie
- Musikantengrüsse, LP, MC, 1986
- Ja, das ist Musik, LP, CD, 1986
- Das ist Schwung für Alt und Jung, Koch International, CD, MC, 1987
- Immer wieder Blasmusik, Koch International, CD, MC, 1989
- Heute feiern wir, CD, MC, Koch International, 1991
- Superhitparade der Blasmusik, Montana (Sony Music), Doppel-CD, 1992
- Musikantenzauber, Koch International, CD, MC, 1995
- Das Beste der Neuen Böhmischen, Polymusica, CD, 1996
- Blasmusik zu jeder Stund’, Koch Records, CD, 1998
- Wenn die Blasmusik erklingt, Koch Records, CD, MC, 1998
- Neue Böhmische Blasmusik - Das Beste, Koch/Universal Music, CD, 1999
- Ein Festival der Blasmusik : 20 Jahre Neue Böhmische Blasmusik, Koch/Universal Music, CD, 2000
- Welthits der Blasmusik, Koch International, Doppel-CD, 2001
- Goldene Blasmusik, Kiddinx, CD, 2002
- Blasmusik-Vergnügen, Koch Universal, CD, 2003
- Das Beste: Neue Böhmische Blasmusik, Doppel-CD, Joan Records, 2006
- 25 Jahre Neue Böhmische Blasmusik: Blasmusik nach Herzenslust, CD, 2007
- 25 Jahre Neue Böhmische Blasmusik,  G&H Media, Doppel-CD, 2007
- 25 Jahre Neue Böhmische Blasmusik, 4 CD-Box, 2008
- Die goldene Hitparade der Volksmusik / Neue Böhmische Blasmusik, CD, 2009
- Stars der Volksmusik / Neue Böhmische Blasmusik - 30 Hits Collection, Doppel-CD, 2009
- Blasmusik ist Trumpf / 30 Jahre Neue Böhmische Blasmusik, AEROTON, Doppel-CD, 2010